# 斯大林格勒广场 (波尔多)
斯大林格勒广场（Place Stalingrad）是一个城市广场，位于法国吉伦特省波尔多的皮埃尔桥桥头，在加龙河右岸的巴斯蒂德区（quartier de la Bastide）一侧。
2005年6月，广场上安放了雕塑“魏漢之狮”（Le Lion de Veilhan），淡蓝色，长8米，高6米，复合材料，为夏維耶·魏漢的作品。
44°50′N 0°34′W / 44.84°N 0.56°W